# Coral Springs
Coral Springs város az Amerikai Egyesült Államok Florida államában, Broward megyében. Lakosainak száma 134 394 fő (2020. április 1.).

## Népesség
A település népességének változása:

| 2010 | 121 096 |
| 2020 | 134 394 |